# Драгољуб Кавран
Драгољуб Кавран (Београд, 25. јун 1933 – Београд 19. септембар 2021) био је српски универзитетски професор и доктор правних наука.

## Биографија
У Београду је завршио Трећу мушку гимназију, а потом и Правни факултет, на којем је и докторирао одбраном тезе Руковођење у органима државне управе. На истом факултету биран је у наставно-научна звања од асистента (1959) до редовног професора (1981) и био је шеф Катедре за правно-политичке науке. Био је стручњак за државну управу и организацију државне администрације. Предавао је и на правним факултетима у Новом Саду, Крагујевцу, Нишу, Бањој Луци, Загребу и Љубљани, као и на факултетима организационих наука у Београду и Крању. Учествовао је у оснивању Факултета организационих наука Универзитета у Београду. Као гостујући професор,
боравио је (1969/70. и 1970/71) у Мичигену, САД. Објавио је 16 књига, уџбеника и монографија и око 260 студија, чланака и саопштења у земљи и иностранству. Учествовао је на више од 100 научних савјетовања и симпозијума у земљама Европе, Америке, Азије и Африке. Био је стални експерт Уједињених нација за област јавне управе. Од 1981. до 1986. боравио је у сједишту ОУН у Њујорку, као специјални технички савјетник за јавну управу генералног секретара УН. Као предсједник комисије или вођа стручног тима припремио је пројекте реорганизације државне управе у Бахреину, Индонезији и Јемену, Катару, Кини, Монголији, Уједињеним Арапским Емиратима и Зимбабвеу, а сарађивао је и на изради и извођењу пројеката реорганизације управе у више од 40 земаља свијета. Радио и на пројектима Свјетске банке као експерт за управу. Био је главни и одговорни уредник југословенског часописа „Кадрови и рад“ (1970–1981). Учествовао је у формирању Копаоничке школе природног права. Био је вишегодишњи члан Крунског савјета. Добитник је Ордена белог орла I реда и Ордена Карађорђеве звезде III реда. Од 1949. био је члан Веслачког клуба „Црвена звезда“ из Београда и предсједник тог клуба од 2000. до смрти.